# Arcos de Trajano

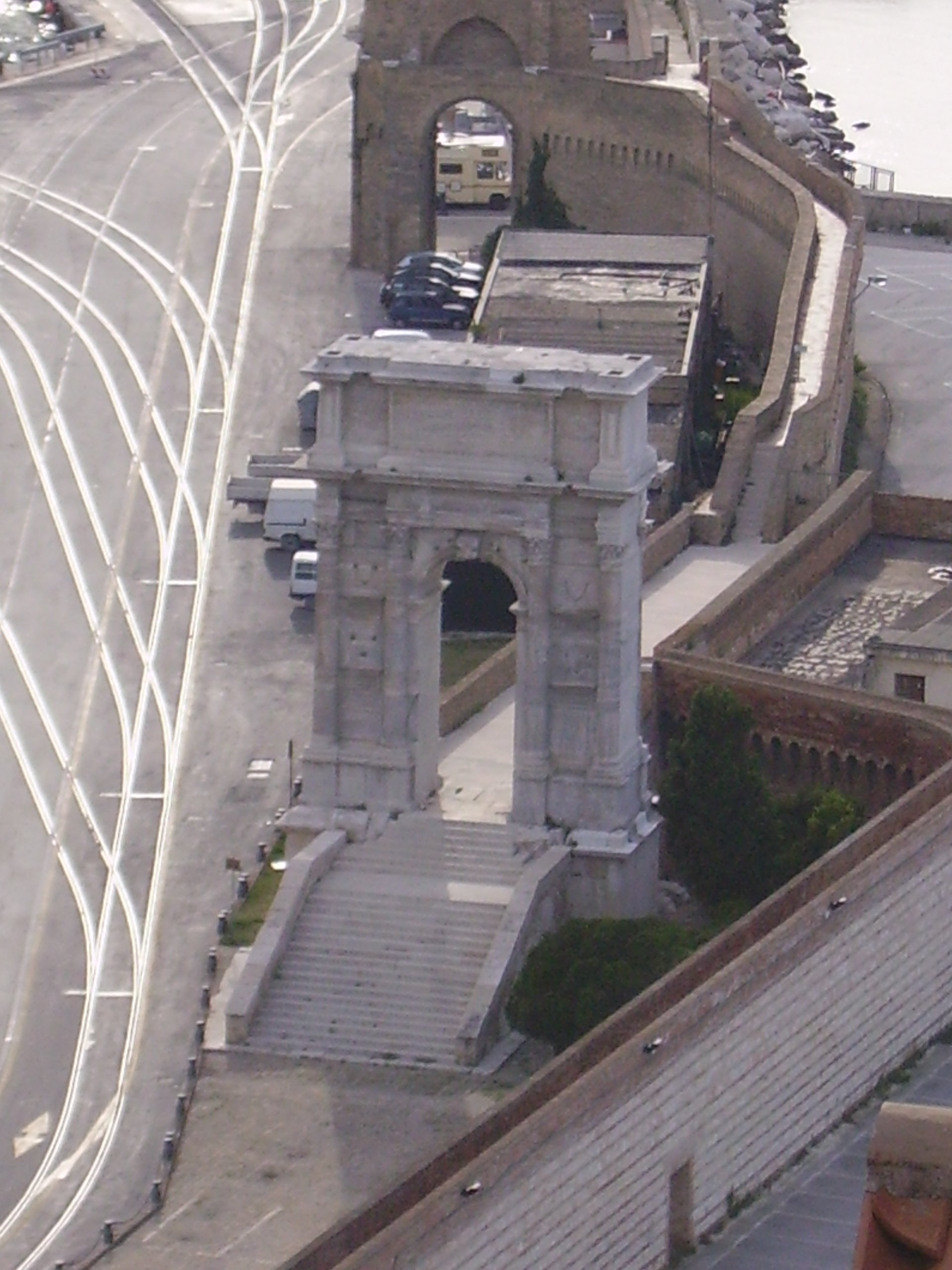
El arco de Trajano en Ancona.

Los arcos de Trajano fueron construidos en estilo de arcos triunfales aunque no conmemoraban victorias militares, en una serie de lugares del Imperio romano durante el reinado de Trajano, probablemente construidos por su arquitecto jefe, el ingeniero Apolodoro de Damasco. Por contraste, cuando se trató de conmemorar sus logros militares en la propia Roma, eligió una columna más que el típico arco.
Entre los arcos de Trajano estaban los de:
- Ancona: El arco está construido de mármol y se alza 18.5 m de alto. Fue erigido en 114/115 como entrada al paso elevado en lo alto del muro del puerto en honor de la creación de Trajano del aquel puerto. La mayor parte de sus adornos de bronce han desaparecido. Se alza sobre un alto podio al que se aproxima un amplio tramo de escalones. El arco, de sólo 3 metros de ancho, está flanqueado por pares de esbeltas columnas corintias sobre pedestales. Un ático lleva inscripciones. El formato es el mismo que el Arco de Tito en Roma, pero más alto de manera que las figuras de bronce que lo coronaban, de Trajano, su esposa Plotina y su hermana Marciana, serían un hito para los barcos que se acercaran al mayor puerto romano en el Adriático.
- Benevento. El arco se erigió en honor de Trajano por el senado y el pueblo romanos en 114. Tiene importantes relieves relacionados con sus logros civiles y militares y la historia de la Vía Trajana (cuya entrada en Benevento marcaba). Estaba encerrado en las paredes de su construcción pero ahora permanece separado al final de una vista.
- En Mérida (España), hay una puerta monumental de época del emperador Tiberio que recibe el nombre erróneamente de "Arco de Trajano".[1]
- Timgad, Argelia.